# روسانا دوس سانتوس آوگوستو
روسانا دوس سانتوس آوگوستو (پرتغالی: Rosana dos Santos Augusto؛ زادهٔ ۷ ژوئیهٔ ۱۹۸۲) بازیکن فوتبال زن اهل برزیل است.
از باشگاه‌هایی که در آن بازی کرده‌است می‌توان به باشگاه فوتبال سان خوزه، باشگاه فوتبال پاری سن-ژرمن، باشگاه فوتبال سائو پائولو، باشگاه فوتبال کورینتیانس، هیوستون دش، باشگاه ورزشی اینترناسیونال، باشگاه فوتبال زنان پاری سن ژرمن، اسکای بلو اف‌سی، و باشگاه فوتبال زنان المپیک لیون اشاره کرد.
وی همچنین در تیم ملی فوتبال زنان برزیل بازی کرده‌است.
وی در مسابقات کشوری و بین‌المللی در مجموع برندهٔ ۱ مدال طلا، ۲ مدال نقره شده‌است.